# 华盛顿县 (亚拉巴马州)
华盛顿县 （英語：Washington County）是美国阿拉巴马州的一个县，它是以第一位美国总统乔治·华盛顿命名的。2000年该县有18097名居民，县府为查汤姆。华盛顿县是一个完全禁酒的县。

## 历史
华盛顿县是阿拉巴马州最早的县，1800年6月4日建县。
南北战争时期1863年县内三分之二的男白人报名参加联盟军队。但是他们申请在本地驻扎以防止当地的奴隶暴动，原因是当地有许多大庄园和众多奴隶。

## 地理
按美国人口调查局数据华盛顿县总面积为2,819平方公里，其中2,799平方公里为陆地面积，20平方公里为水面，也就是说水面占总面积的0.72%。

## 人口
按2000年的人口普查数据华盛顿县有18,097个居民，6,705个住户，5,042个家庭，人口密度为每平方公里六人。其中64.98%为白人、26.89%为黑人、7.12%为美国原著民、0.06%为亚洲人、0.05%为其他人，0.87%为混血儿，0.88%为拉丁裔。
37.90%的住户有18岁以下的孩子，59.10%的住户是结婚夫妇，12.50%是单身抚养儿童的妇女，24.80%不是家庭。22.80%的住户是65岁以上的老人，10.10%的住户有65岁以上的老人。平均每个住户有2.69居民，平均每个家庭有3.17居民。
28.70%的人口小于18岁，8.60%在18岁和24岁之间，27.40%在25岁和44岁之间，22.90%在45岁和64岁之间，12.40%在65岁以上，平均年龄为35岁。性别比为女：男=100：96.10。18岁以上居民的性别比为女：男=100：91.10。
华盛顿县平均住户的年收入为30,815美元，平均家庭的年收入为37,881美元。男子的平均年收入为35,237美元，女子为18,337美元。整个县的人均年收入为14,081美元。18.50%的人口以及14.80%的家庭生活在贫困线以下。21.50%18岁以下的孩子和22.70%65岁以上的老人生活在贫困线以下。